# Stony Point (Carolina del Nord)
Stony Point és una concentració de població designada pel cens dels Estats Units a l'estat de Carolina del Nord. Segons el cens del 2000 tenia 1.380 habitants.

## Demografia
Segons el cens del 2000, Stony Point tenia 1.380 habitants, 552 habitatges i 399 famílies. La densitat de població era de 178,8 habitants per km².
Dels 552 habitatges en un 30,1% hi vivien nens de menys de 18 anys, en un 54,2% hi vivien parelles casades, en un 12,3% dones solteres, i en un 27,7% no eren unitats familiars. En el 23,6% dels habitatges hi vivien persones soles el 9,8% de les quals corresponia a persones de 65 anys o més que vivien soles. El nombre mitjà de persones vivint en cada habitatge era de 2,5 i el nombre mitjà de persones que vivien en cada família era de 2,92.
Per edats la població es repartia de la següent manera: un 24,9% tenia menys de 18 anys, un 7,7% entre 18 i 24, un 29,2% entre 25 i 44, un 25,9% de 45 a 60 i un 12,2% 65 anys o més.
L'edat mediana era de 37 anys. Per cada 100 dones de 18 o més anys hi havia 90,4 homes.
La renda mediana per habitatge era de 42.305 $ i la renda mediana per família de 48.221 $. Els homes tenien una renda mediana de 26.635 $ mentre que les dones 20.774 $. La renda per capita de la població era de 17.303 $. Entorn de l'11% de les famílies i el 15% de la població estaven per davall del llindar de pobresa.

## Poblacions més properes
El següent diagrama mostra les poblacions més properes.